# Nidskrift
Nidskrift, smädesskrift, skandalskrift är en polemisk skrift som avser att smäda någon – se förledet nid.
Den förblev ända in på 1800-talet behandlad som en särskild svår form av ärekränkning. Anledningen var att det skrivna ordet ansågs röja en högre grad av planering, och var till sina verkningar varaktigare än talade kränkningar.

## Paskill
En paskill är främst en kortare nidskrift, exempelvis som anslag, flygblad, insändare, dikt och dylikt som på ett satiriskt eller hätskt sätt uttrycker missnöje eller kritik över något.
Namnet kommer från Pasquino (av latinets pasquillus) som är namnet på en staty i Rom på vilken man brukade fästa lappar med anonyma skriverier.

## Delsynonymer
Följande används ibland synonymt med nidskift:
- diatrib (av latin: diatriba, ”lärd diskussion, lärd skola”) – hätsk eller satirisk  stridsskrift eller uppsats som är hållen i smädande eller hånfull ton[4]
- libell (av latin: libellus, ”småskrift”) – smädeskrift i form av flygskrift[5][6]
- stridsskrift (jämför tyska: streitschrift) eller polemisk skrift – skrift som är avsedd att provocera[7]

## Kända nidskrifter
Kända nidskrifter av historisk betydelse i svensk historia:
- Skällebreven mellan Johan III och Ivan IV
- Axel Stenssons skrifter mot hertig Karl
- Nils Beckmans (1600-talet) skrifter mot Samuel von Pufendorf
- Hattpartiets skrifter mot Arvid Horn
- Skrifterna mot Hedvig Catharina Lillie
- Carl August Grevesmöhlen skrifter mot bland annat Axel von Fersen
- Magnus Jacob Crusenstolpe skrifter mot Karl XIV Johan